# Latour-de-France
Latour-de-France – miejscowość i gmina we Francji, w regionie Oksytania, w departamencie Pireneje Wschodnie. Przez miejscowość przepływa rzeka Agly. 
Według danych na rok 1990 gminę zamieszkiwały 833 osoby, a gęstość zaludnienia wynosiła 60 osób/km² (wśród 1545 gmin Langwedocji-Roussillon Latour-de-France plasuje się na 390. miejscu pod względem liczby ludności, natomiast pod względem powierzchni na miejscu 573.). 

## Zabytki
Zabytki na terenie gminy posiadające status monument historique:
- kaplica św. Marcina (Chapelle Saint-Martin de Latour-de-France)